# Levan Kharabadze
Levan Kharabadze, né le 26 janvier 2000 à Koutaïssi en Géorgie, est un footballeur international géorgien. Il évolue au  Torpedo Koutaïssi au poste d'arrière gauche.

## Biographie

### En club
Levan Kharabadze est formé par le club de sa ville natale, le Torpedo Koutaïssi, avant de rejoindre en 2014 le Dinamo Tbilissi, où il poursuit sa formation. Il joue son premier match en professionnel le 5 mars 2018, face au FC Roustavi. Il est titulaire ce jour-là, mais son équipe s'incline (1-2).
Le 10 janvier 2019, Levan Kharabadze est prêté au FC Zurich. Le 6 février 2019, il prend part à son premier match sous les couleurs du FC Zurich, lors d'une défaite de son équipe par trois buts à un face au FC Saint-Gall. Il se distingue ce jour-là en délivrant une passe décisive envers son coéquipier Stephen Odey, sur le seul but des siens.

### En équipe nationale
Avec les moins de 17 ans, il inscrit un doublé lors d'un match amical contre l'Arménie en mars 2016.
Avec les moins de 19 ans, il inscrit deux buts lors des éliminatoires du championnat d'Europe des moins de 19 ans, contre la France et l'Azerbaïdjan.
Levan Kharabadze honore sa première sélection avec l'équipe de Géorgie le 26 mars 2019, à l'occasion d'un match des éliminatoires de l'Euro 2020 face à l'Irlande. Lors de cette rencontre, il entre en jeu et son équipe s'incline par un but à zéro. Le 7 juin 2019, il fête sa deuxième sélection face à Gibraltar. Lors de cette rencontre, il est titularisé au poste d'arrière gauche et son équipe s'impose par trois buts à zéro.